# Palais Sylva-Taroucca
Le palais Sylva-Taroucca, anciennement Nostitz, également connu sous le nom de palais Piccolomini ou palais Savarin, est un palais situé rue Na příkopě dans la Nouvelle ville de Prague. Il est protégé en tant que monument culturel de la République tchèque.

## Histoire du palais

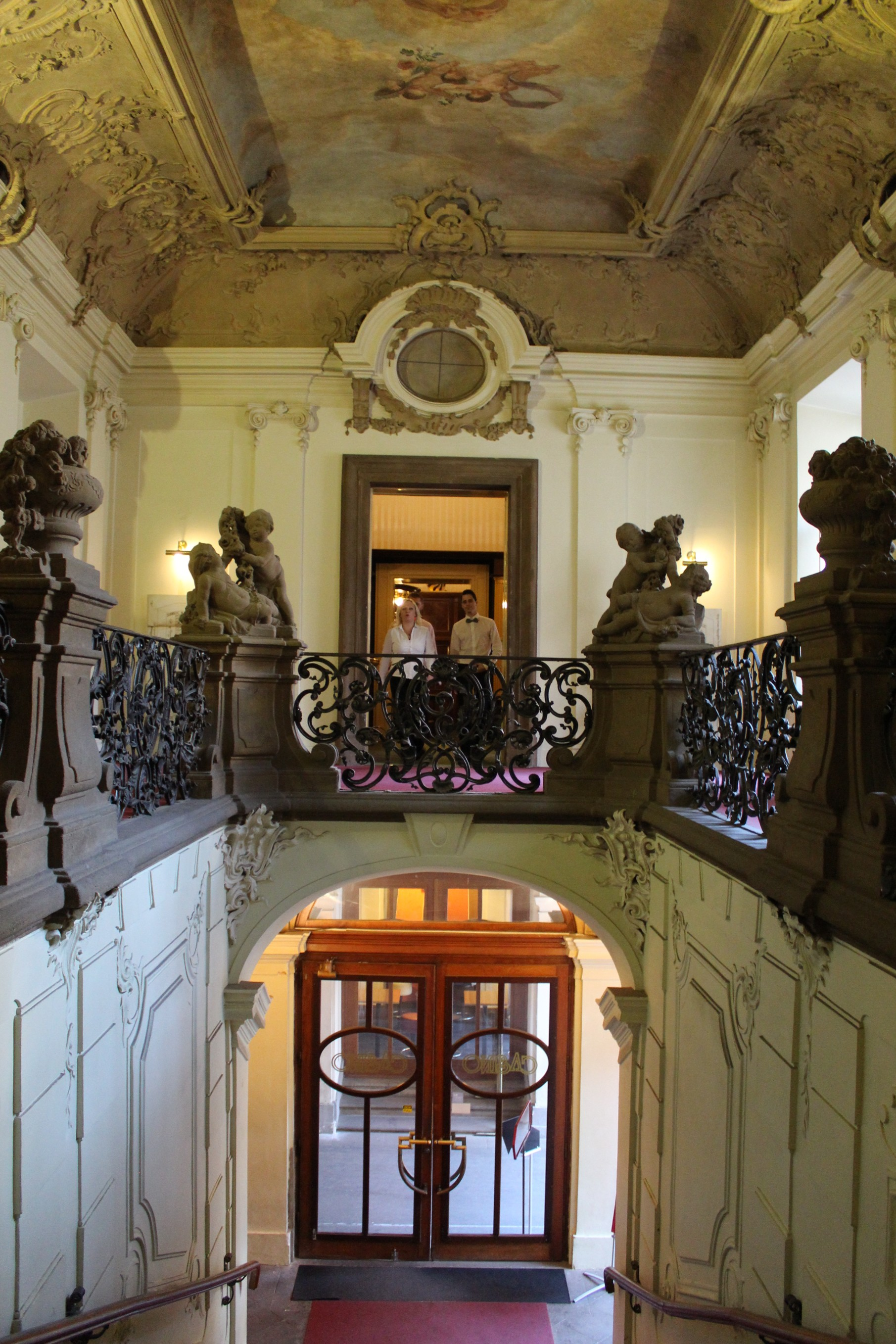
Entrée du palais

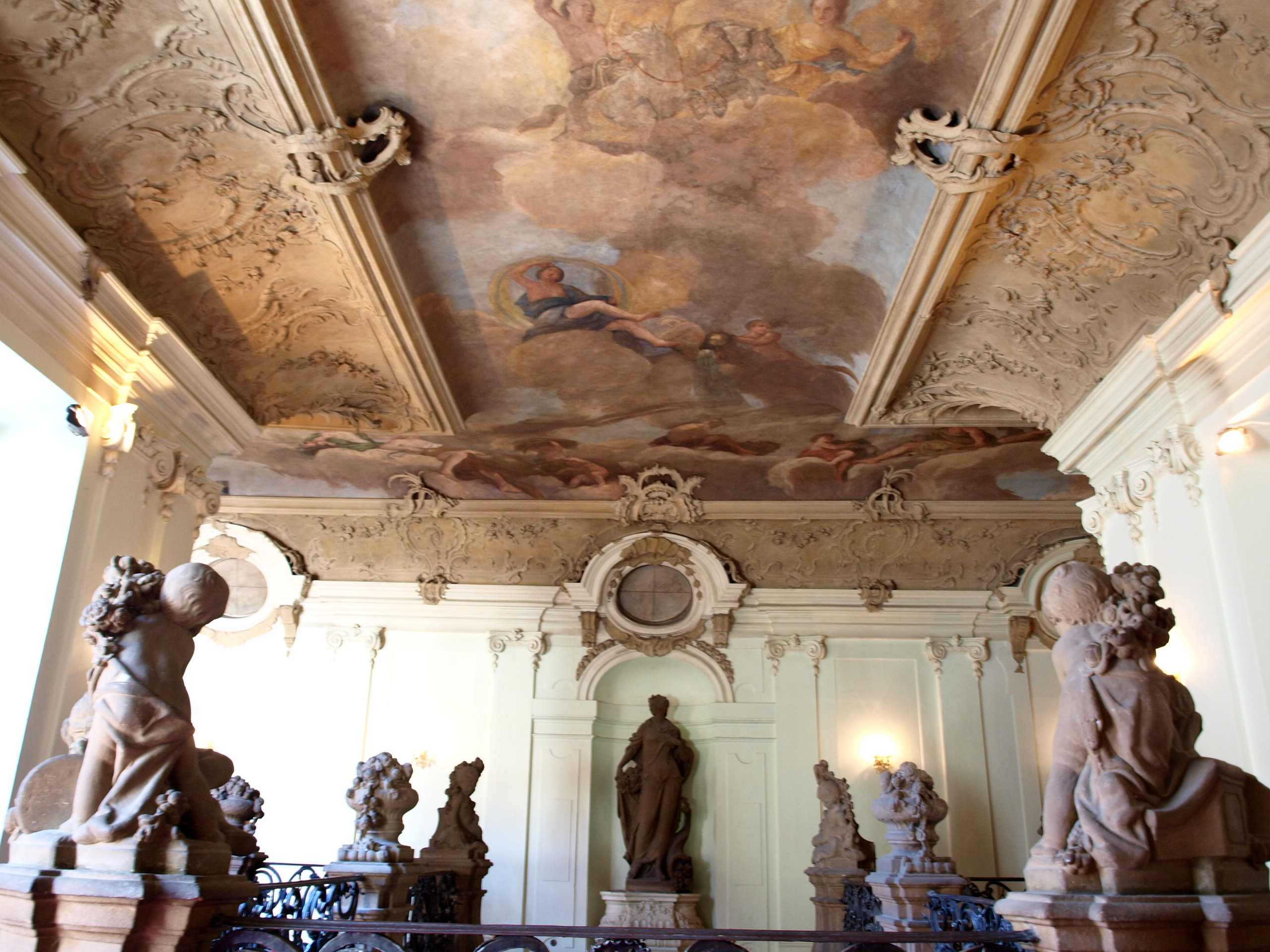
L'intérieur du hall d'entrée

À l'emplacement du palais actuel, se trouvaient auparavant plusieurs maisons, progressivement fusionnées dans un ensemble reconstruit aux XVIe et XVIIe siècles.
L'aspect actuel du palais date de 1743-1752. Il a deux cours, qui étaient un jardin et un manège. L'auteur de l'adaptation baroque créée à l'origine pour la famille Piccolomini est Kilian Ignac Dientzenhofer.
En 1766, le palais fut acquis par la famille Nostitz. Cent ans plus tard, en 1885, il est revenu par mariage au dernier noble propriétaire, Silva-Taroucca, d’origine hispano-portugaise.
À partir de 1911, le palais est acquis par la municipalité de Prague, qui en a fait un centre socio-culturel. En 1927, le célèbre café Savarin a été fondé sur l'emplacement de l'ancien jardin du palais baroque, nommé d'après le célèbre avocat et gourmet français Brillat-Savarin. Selon le nom du café, on l'appelle parfois le palais par ce nom.

## Rotary Club
À l'entrée du palais se trouve l'inscription en anglais suivante :
| " | Membres du Rotary Club Prague, basé ici en 1925. Anniversaire du Rotary Club Prague Tchécoslovaquie ; 100e Anniversaire du Rotary International. | " |

## Présent
À l’heure actuelle, l’apparence authentique du palais est menacée, car des plans projettent de démolir ses ailes sur cour pour les remplacer par des immeubles de bureaux beaucoup plus rentables.